# BorgWarner
BorgWarner Inc. ist ein börsennotierter US-amerikanischer Automobilzulieferer mit Unternehmenssitz in Auburn Hills (Michigan). Das Unternehmen unterhält Fertigungsstätten und technische Einrichtungen an 93 Standorten in 22 Ländern und beschäftigt rund 49.000 Mitarbeiter (Stand: Mai 2022). BorgWarner ist einer der 25 größten Automobilzulieferer der Welt. Seit Februar 2025 ist Joseph F. Fadool CEO der BorgWarner Inc.

## Geschichte

### Aktivitäten Unternehmen/Standorte
1928
Die Borg-Warner Corporation wird gegründet. Zu den Gründungsunternehmen gehören Borg & Beck, Marvel-Schebler, Warner Gear and Mechanics Universal Joint.
1987
Die Borg-Warner Corporation durchläuft einen Leveraged Buy-out und erlischt durch eine Reihe komplexer Transaktionen. Borg-Warner Automotive Inc. wird als Tochtergesellschaft einer neuen Gesellschaft namens Borg-Warner Corporation (später bekannt als Borg-Warner Security Corporation) gegründet.
1993
Borg-Warner Automotive Inc. wird aus der Borg-Warner Security Corporation ausgegliedert und damit zu einem unabhängigen Unternehmen.
2002
Das Unternehmen wird in die Business Units Engine und Drivetrain Group organisiert, um die Zusammenarbeit und das Wachstum zu fördern.
2004
BorgWarner gründet ein mehrheitlich in Korea ansässiges Joint Venture, bekannt als SeohanWarner Turbo Systems. BorgWarner Morse TEC eröffnet ein neues Werk in Südkorea und ein zweites Werk in Japan, um die wachsende Nachfrage nach Steuerungssystemen zu decken.
2005
Der Hauptsitz von BorgWarner zieht von Chicago in den Metro-Bereich Detroit, einen wichtigen Standort der weltweiten Automobilindustrie. BorgWarner eröffnet ein Büro in Shanghai und eine Produktionsstätte in Ningbo, China.
NSK-Warner gründet zudem ein Joint Venture in Shanghai.
In Zusammenarbeit mit der Fachhochschule Mannheim (heute Technische Hochschule Mannheim) gründet BorgWarner eine TurboAcademy, um zukünftige Ingenieure in den Grundlagen der Turboladertechnologie auszubilden.
2006
BorgWarner eröffnet neue Standorte in Korea, Frankreich, Deutschland und China und erweitert seine Aktivitäten um eine Vielzahl an Geschäftsbereichen.
2007
Das European Drivetrain Competence Center wird in Ketsch, Deutschland, eröffnet. Die mehrheitlich im Besitz von BorgWarner befindliche Tochtergesellschaft SeohanWarner Turbo Systems eröffnet eine neue Produktionsstätte in Pyongtaek, Südkorea.
2008
Auf dem Gelände von BorgWarner in Arnstadt, Deutschland, wird ein zweites Werk eröffnet, um die wachsende Nachfrage nach der DualTronic®-Getriebetechnologie abzudecken. Der Standort umfasst zwei Produktionsstätten, ein Fahrzeuglabor und eine Teststrecke. Die Turbolader-Produktionsstätte in Oroszlány, Ungarn, wird erweitert und ein neues Werk für BorgWarner Thermal Systems in Ningbo, China, eröffnet.
2009
Das erste LEED-zertifizierte „Green Building“ des Landes, ein neues Turboladerwerk in Rzeszów, Polen, wird eröffnet. BorgWarner United Transmission Systems, ein Joint Venture mit zwölf chinesischen Automobilherstellern, wird gegründet, um verschiedene Doppelkupplungsgetriebe-Module herzustellen. Transmission Systems AutoForm Ltd. wird in Eumsung, Südkorea, gegründet.
2010
Das BorgWarner China Technical Center wird in Shanghai eröffnet und in Chennai, Indien, wird ein neues Werk eröffnet, um Produktions-, Vertriebs- und Engineering-Support vor Ort zu leisten.
2011
Auf dem BorgWarner-Campus in Ningbo, China, werden in nur vier Jahren eine Million Turbolader gebaut.
2012
BorgWarner erweitert seinen Standort im chinesischen Ningbo um ein neues Entwicklungszentrum und eine Produktionsstätte zur Herstellung variabler Nockenwellenverstelltechnologien und Motorsteuerungssysteme. BorgWarner BERU Systems feiert 100 Jahre und BorgWarner Transmission Systems 75 Jahre in Deutschland. In Brasilien baut BorgWarner eine neue Produktionsstätte sowie ein Entwicklungszentrum.
2013
Das Unternehmen baut sein Emissions Systems Geschäft mit neuen Anlagen in Indien und Viana do Castelo, Portugal, aus. Auf dem Campus in Polen erweitert BorgWarner sein neues Produktions- und Entwicklungszentrum für kettengetriebene Motorsteuerungssysteme und Getriebesolenoidmagnete. Das Werk von BorgWarner in Dixon (Illinois), feiert sein 50-jähriges Bestehen.
2014
Das Unternehmen eröffnet neue Standorte in Viana do Castelo, Portugal, Taicang, China, Brasilien und Mexiko und expandiert in Ungarn sowie in Michigan und Illinois in den USA. Neue Standorte in China und Brasilien erhalten die LEED-Zertifizierung (Leadership in Energy and Environmental Design) in Gold und Silber.
2015
Das Unternehmen legt den Grundstein für neue Werke in China und Thailand, baut Standorte in Ramos-Arizpe, Mexiko und den USA aus und eröffnet neue Standorte in Brasilien, Oroslány, Ungarn, Indien und Jincheon, Südkorea.
2016
Eine neue Forschungs- und Entwicklungseinrichtung im BorgWarner-Technikzentrum in Spanien wird eröffnet. Um den wachsenden südostasiatischen Markt zu bedienen, legt BorgWarner den Grundstein für ein neues Turboladerwerk in Rayong, Thailand.
2017
BorgWarner entwickelt sich im Hinblick auf Elektromobilität und Hybridtechnologien weiter und baut sein Angebot entsprechend aus.
2018
Neue Werke werden in Ningbo (China) und Rayong (Thailand) eröffnet und die Anlage im indischen Kakkalur wird erweitert, um neue Produktionslinien zu unterstützen. Der Sustainability Report 2018–2019 wird veröffentlicht und unterstreicht das Engagement des Unternehmens für die Umwelt.
2020
BorgWarner übernimmt Delphi Technologies. Dieser Schritt stärkt das Unternehmensportfolio vor allem im Bereich Elektronik und Leistungselektronik. Außerdem stärkt er BorgWarners Verbrenner-, Nutzfahrzeug- und Aftermarket-Geschäft.

### Akquisitionen
1929
Morse Chain, der Vorläufer von BorgWarner Morse TEC, wird erworben.
1968
BorgWarner übernimmt die Stieber Rollkupplung GmbH, einen Vorläufer von BorgWarner Transmission Systems.
1996
Drei Automobilunternehmen werden von Coltec Industries übernommen, darunter Holley Automotive.
1998
Gründung der 3K-Warner Turbosystems GmbH in Kirchheimbolanden als BorgWarner-Tochtergesellschaft nach der Übernahme des Turboladersystembereichs der AG Kühnle Kopp & Kausch.
1999
BorgWarner übernimmt Eaton Fluid Power, Kysor sowie Schwitzer Cooling. Daraus entsteht BorgWarner Cooling Systems.
2005
BorgWarner erwirbt die Mehrheit an der BERU AG (nach den Gründern Behr & Ruprecht benannt), einem führenden Anbieter von Dieselkaltstarttechnologie, Sensoren, Elektronik und Zündungstechnik mit Sitz im deutschen Ludwigsburg.
2006
BorgWarner erwirbt die europäischen Produktlinien für Getriebe- und Motorsteuerungen von der Eaton Corporation in Monaco.
2009
Erworbene fortschrittliche Zündungstechnologie (EcoFlash®) von Etatech Inc.
2010
BorgWarner erwirbt Dytech ENSA, um sein Produktportfolio im Bereich der Abgasrückführungstechnologien zu erweitern.
2011
BorgWarner übernimmt den in Landskrona, Schweden, ansässigen Geschäftsbereich Traktionssysteme von Haldex, einem Unternehmen, das Allradtechnologien herstellt.
2014
BorgWarner übernimmt die Gustav Wahler GmbH & Co. KG, einen Hersteller von Abgasrückführventilen und -rohren sowie Kühlmittelregelventilen für On- und Offroad-Anwendungen.
2015
Nach der Übernahme von Remy International, Inc. kombiniert BorgWarner diese mit TorqTransfer Systems und benennt das Unternehmen in PowerDrive Systems um. Morse TEC ändert seinen Namen in Morse Systems, um der erweiterten Produktlinie besser gerecht zu werden.
2017
Zur Ergänzung seiner Lösungen für Leistungselektronik und elektrischen Antrieb übernimmt BorgWarner die Sevcon, Inc. Darüber hinaus wird in Autotech Ventures investiert, um Zugang zu globalen Start-ups und neuen Technologien zu erhalten.
2020
Delphi Technologies wird für 3,3 Milliarden Dollar übernommen.
2021
Der Batteriehersteller Akasol wird für 730 Millionen Euro übernommen.
2022
BorgWarner übernimmt den chinesischen Zulieferer Santroll Automotive Components, das Unternehmen Rhombus Energy Solutions, sowie Hubei Surpass Sun Electric (SSE).

## Unternehmensgliederung

### Air Management
Das Segment Air Management entwickelt und fertigt Produkte zur Verbesserung des Kraftstoffverbrauchs, zur Reduzierung von Emissionen und zur Leistungssteigerung. Zu den Technologien des Segments Air Management gehören: Turbolader, eBooster, eTurbos, Steuersysteme, Abgassysteme, Benzinzündsysteme, intelligente Aktuatoren, Antriebsstrangsensoren, Kanister, Heizlösungen, Batterieheizer und Batterieaufladung.

### E-Propulsion and Drivetrain
Zu den Technologien des Segments e-Propulsion & Drivetrain gehören: rotierende elektrische Komponenten, Leistungselektronik, Steuermodule, Software, Reibelemente und Mechanik für Automatikgetriebe sowie Produkte fürs Drehmomentmanagement.

### Fuel Injection
Das Segment Fuel Injection entwickelt und fertigt Komponenten und Systeme für die Benzin- und Dieseleinspritzung.

### Aftermarket
Das Segment Aftermarket vertreibt Produkte und Dienstleistungen an unabhängige Aftermarket-Kunden und Kunden der Erstausrüstung. Das Produktportfolio für den Aftermarket umfasst eine breite Palette von Lösungen in den Bereichen Kraftstoffeinspritzung, Elektronik und Motormanagement, Wartung sowie Testgeräte und Fahrzeugdiagnose.

## Unternehmensvorstand
Zum Vorstand des Unternehmens gehörten:
- Frédéric Lissalde, President and CEO BorgWarner Inc.
- Alexis P. Michas, Non-Executive Chairman of the Board, BorgWarner Inc., Managing Partner, Juniper Investment Company, LLC
- Sara Greenstein, Former President, Chief Executive Officer and Board Member of Lydall, Inc.
- David S. Haffner, Retired Chairman and Chief Executive Officer of Leggett & Platt, Inc.
- Michael S. Hanley, Retired Global Automotive Leader, Ernst & Young LLP
- Paul A. Mascarenas, Venture Partner, Fontinalis Partners LLP; Former Chief Technical Officer, Ford Motor Company
- Dr. Shaun E. McAlmont, President and Chief Executive Officer, Ninjio, LLC
- Deborah D. McWhinney, Retired CEO of Global Enterprise Payments, Citigroup Inc.

## Produkte
BorgWarner unterteilt seine Produkte in drei Hauptsparten: Antriebstechnologien für Fahrzeuge mit Verbrennungsmotor, Hybrid- und Elektrofahrzeuge. Darüber hinaus bietet das Unternehmen auch Anwendungen für leichte über mittlere bis schwere Nutzfahrzeuge sowie Industriemotoren und ein breites Aftermarket-Portfolio an.

### Technologien für Elektrofahrzeuge
- Batteriemodule und -packs
- Controller
- e-Getriebe
- Elektromotoren (Hochspannungs-Motoren mit Dauermagnet)
- E-Achsen (Integriertes elektrisches Antriebsmodul)
- Leistungselektronik
- Wärmemanagement (Hochvolt-Kabinenheizer und Batterieheizer)[15]

### Technologien für Hybridfahrzeuge
- Controller
- Sensoren
- elektrische Antriebstechnologien[16]
- Abgasmanagement
- Kraftstoffeinspritzsysteme
- Leistungselektronik
- P0, P1, P2,[17] P3, P4, PS Hybridarchitekturen
- Wärmemanagement (z. B. Batterie- und Kabinenheizer, 48-V-Lüfter)[18]

### Technologien für Fahrzeuge mit Verbrennungsmotor
- Drehmomentverteilungs- und Drehmomentsteuerungs-Systeme (z. B. Verteilergetriebe und Allradkupplungen)
- Allradantriebe AWD[19] und Querachssysteme
- Antriebstechnologien
- Controller
- Sensoren
- Motorsteuerungssysteme (z. B. Steuerketten)
- Ansaug- und Abgas-Management (z. B. Abgasrückführungsmodule und -ventile)
- Kraftstoffeinspritzsysteme
- Zündtechnik (z. B. Zündspulen, Glühkerzen)
- Wärmemanagement
- Getriebetechnologien (z. B. Lamellenkupplung, Freilaufkupplung)
- Ventiltrieb-Systeme (z. B. nockenmomentbetätigte Phasenverstellung)[20]

## BorgWarner im Motorsport
BorgWarner ist eng mit einer der größten Rennsportveranstaltungen der Welt, mit dem Indianapolis 500, häufig lediglich Indy 500 genannt, verbunden. Als exklusiver Turboladerlieferant für die NTT Indycar Series, versorgen BorgWarners EFR (Engineered for Racing) Turbolader seit dem Jahr 2012 jedes Startfahrzeug der jeweiligen Saison.
Seit 1936 tritt das Unternehmen außerdem als Sponsor der sogenannten „Borg-Warner Trophy“ auf, die als jährlicher Preis für den jeweiligen Indianapolis 500 – Sieger fungiert.

## Soziales Engagement (CSR)
BorgWarner fördert zahlreiche nationale und internationale Initiativen und Projekte, allem voran in den Bereichen Umweltschutz und Soziales. So wurde der Zulieferer 2017 beispielsweise zum Partner der SOS-Kinderdörfer.
Indem das Unternehmen beispielsweise seine Gemeinden unterstützt und die Umwelt schützt, hat es sich der Nachhaltigkeit verschrieben. Auf diese Weise möchte BorgWarner seine Vision einer sauberen, energieeffizienten Welt verwirklichen. Die Produkte des Unternehmens tragen dazu bei, den Kraftstoffverbrauch und die Luftqualität in Fahrzeugen rund um den Globus zu verbessern. Weitere Informationen befinden sich in dem jährlich veröffentlichten Nachhaltigkeitsbericht.